# Carboplatine
Le carboplatine est un sel de platine utilisé comme molécule anticancéreuse dans le traitement des cancers des ovaires, les cancers bronchiques à petites cellules et les cancers de la sphère ORL.  
Il est régulièrement intégré à des protocoles depuis les années 1990. 

## Historique
Depuis la découverte de l'action anticancéreuse du cisplatine en 1965 par l'équipe de Barnett Rosenberg de l'université du Michigan, des composés analogues ont été synthétisés, dont le carboplatine. Celui-ci obtiendra son autorisation de mise sur le marché américain en 1989 et sera commercialisé par la firme Bristol-Myers Squibb.

## Mécanisme d'action
Son action est proche de celle du cisplatine de la famille des agents alkylants de l'ADN.
Le carboplatine se fixe sur la molécule d'ADN induisant des liaisons alkyles, créant des ponts inter-brins ou intra-brins. La réplication de l'ADN est inhibée aboutissant à la mort cellulaire préférentielle des cellules cancéreuses. 

## Pharmacocinétique
La posologie de carboplatine peut être calculée avec la formule de Calvert ou la formule d'Egorin.
La formule de Calvert prenant en compte l'AUC, le poids, l'âge du patient et sa clairance rénale. L'AUC désirée varie généralement de 4 à 8 mg/ml/min.
Si clairance de la créatinine ≥ 60 ml/min, il existe une relation linéaire entre la dose administrée et la concentration plasmatique de platine total et de platine sous forme libre ultrafiltrable. Après administrations répétées plusieurs jours de suite il n'existe pas de phénomène d'accumulation.
Le carboplatine est excrété principalement par voie urinaire sous forme inchangée, après 25 heures 95 % de la dose est retrouvée dans les urines.

## Indications
- Carcinome de l'ovaire d'origine épithéliale
- Carcinome bronchique à petites cellules
- Carcinome épidermoïde des voies aérodigestives supérieures

## Effets indésirables
- Troubles gastro intestinaux: Nausées et vomissements (80 % des patients), prévenus par des antiémétiques (Corticoides, sétrons...) diminuant généralement après 24 h, douleurs (8 %), constipation (6 %)
- Myelotoxicité :Thrombopénie (25 %), Anémie (15 %), Neutropénie(14 %), réversible
- Ototoxicité (15 %), bourdonnements d'oreille
- Néphrotoxicité (10 %), réversible[3]
- Neurotoxicité (4 %) : Picotement et perte de sensibilité (difficulté pour fermer les boutons et impression de marcher sur de la ouate, voire sur des cailloux)
- Réactions allergiques (2 %) : éruption érythémateuse, fièvre sans cause apparente, prurit, rash, urticaire, plus rarement bronchospasme et hypotension.
- Troubles de la vision, troubles du goût (dysgueusie) (1 %)

## Contre-indications
- Insuffisance rénale sévère (clairance de la créatinine < 20 ml/min).
- Antécédent d'allergie au carboplatine ou à d'autres produits contenant du platine.
- En association avec le vaccin contre la fièvre jaune,
- Au cours de la grossesse.
- Allaitement

## Spécialités à base de carboplatine
- Belgique : Carboplatine Mayne ; Carboplatinum ; Carbosin ; Paraplatin
- France : CARBOPLATINE AGUETTANT ; CARBOPLATINE DAKOTA PHARM ; CARBOPLATINE FAULDING ; CARBOPLATINE G GAM; CARBOPLATINE MERCK; CARBOPLATINE TEVA® ; PARAPLATINE
- Suisse : Carboplatine «Ebewe» ; Paraplatin

## Divers
Le carboplatine fait partie de la liste des médicaments essentiels de l'Organisation mondiale de la santé (liste mise à jour en avril 2013).